# 市民の歌 (札幌市)
「市民の歌」（しみんのうた）は日本の政令指定都市の1市で、北海道の道庁所在地である札幌市の市歌。作詞・能條伸樹、作曲・川越守、補佐・西田直道。
表題は「札幌市民の歌」でなく、自治体名を含まない「市民の歌」が正式名称である。

## 解説
1964年（昭和39年）に札幌市民憲章の制定1周年を記念して歌詞の一般公募が実施され、北海タイムス記者・能條伸樹の応募作が入選した後、北海道大学交響楽団指揮者の川越守が依頼により作曲を手掛けて市旗と同時に制定された。音源は1977年（昭和52年）に希望者配布用のソノシートが作成されている。北海道内の自治体歌としては最古のものではなく、現行のものに限っても1940年（昭和15年）制定の月形町や1944年（昭和19年）制定の岩見沢市、1948年（昭和23年）制定の更別村、共に1952年（昭和27年）制定の帯広市と室蘭市などの市町村歌の方が古い歴史を有している。
本曲の制定主体は札幌市でなく、市民憲章の理念普及を目的に活動している市の外郭団体・札幌市民憲章推進会議である。北海道内では札幌市に似た形式を採っている自治体が他にも複数見られ、例えば函館市では市民歌「はこだて賛歌」の普及活動を函館市民憲章推進協議会が行っている。